# Polystichum rhombiforme
Polystichum rhombiforme är en träjonväxtart som beskrevs av Ren-Chang Ching och S. K. Wu. Polystichum rhombiforme ingår i släktet Polystichum och familjen Dryopteridaceae. Inga underarter finns listade.